# 郭一鵾
郭一鵾，河南河南府洛陽縣人，清朝政治人物、進士出身。

## 生平
崇禎十六年（1643年），河南補行壬午科鄉試，郭一鵾中式舉人。明亡仕清，於順治三年（1646年）登進士，任礼部祠祭司郎中。顺治十二年，改为湖广按察使司佥事、分巡武昌兵备道。同年改浙江按察使司佥事、分巡杭严兵备道。